# Acronicta judaea
Acronicta judaea là một loài bướm đêm trong họ Noctuidae.